# Либохора (река)
Либохора (укр. Либохора) — река в Самборском районе Львовской области Украины. Левый приток реки Стрый (бассейн Днестра).
Длина реки 15 км, площадь бассейна 65 км². Типично горная река с каменистым дном и многочисленными перекатами. Характерны паводки (иногда довольно разрушительные) после интенсивных дождей или оттепелей.
Истоки расположены на восточных склонах горы Старостини (1228 м), которая относится к Верховинскому Вододельному хребту. Течёт между горами Стрийской-Санской Верховины преимущественно на восток, впадает в Стрый в юго-восточной части села Верхнее Высоцкое.
На протяжении почти 12 км река течёт через село Либохора.